# 臺中市政府農業局
臺中市政府農業局（簡稱臺中市農業局），是中華民國臺中市政府所屬的一級行政機關，總局位於臺中市豐原區陽明大樓。負責臺中農牧業相關業務。

## 沿革
- 臺中縣政府成立「臺中縣政府農業處」。
- 2010年12月25日，台中縣市合併升格為直轄市後，臺中縣政府農業處改組成立「臺中市政府農業局」。

## 歷任首長
農業處處長
- 許榮中
- 林清富

局長
| 任別 | 姓名   | 就職時間       | 卸任時間       |
| ---- | ------ | -------------- | -------------- |
| 1    | 蔡精強 | 2010年12月25日 | 2014年12月24日 |
| 2    | 王俊雄 | 2014年12月25日 | 2018年12月24日 |
| 3    | 蔡精強 | 2018年12月25日 | 2022年12月25日 |
| 4    | 張敬昌 | 2022年12月25日 |                |

## 組織架構
- 局長
  - 副局長
    - 主任秘書
      - 專門委員

### 局本部
- 作物生產科
- 林務自然保育科
- 畜牧科
- 農會輔導休閒農業科
- 運銷加工科
- 農地利用管理科
- 秘書室
- 人事室
- 會計室
- 政風室

### 所屬單位
- 動物保護防疫處
- 臺中市政府海岸資源漁業發展所 （页面存档备份，存于）

## 外部連結
- 臺中市政府農業局 （页面存档备份，存于）（繁體中文）（英文）